# مورال أورال
مورال أورال (بالإنجليزية: Moral Orel)‏ هو مسلسل رسوم متحركة أمريكي من طراز الكوميديا السوداء للبالغين ألفه دينو ستاماتوبولوس وبُث في بالبداية على قناة كرتون نيتورك من 13 ديسمبر 2005 إلى 18 ديسمبر 2008. يتحدث المسلسل أوريل عن بوبينجتون، وهو شاب بروتستانتي سعيد الحظ وساذج يُظهر التزامه بالله، بينما يتعامل بسخرية مع والده المسيئ مدمن الكحول ووالدته الكسولة، ومدينة مورالتون البروتستانتية المتدينة التي يقيم فيها.
عُرض في الغالب الموسم الأول والموسم الثاني(باستثناء "الطبيعة" المكون من جزأين)، هو يوضح النماذج الأصلية لحياة ضواحي أمريكا الوسطى، والثقافة البروتستانتية الأنجلوسكسونية البيضاء المعاصرة، والأصولية الدينية. يتم عرض مسلسل "الطبيعة" المكون من جزأين والموسم الأخير في استمرارية ، حيث أظهر تحول العرض من الكوميديا السوداء الساخرة إلى دراما كوميدية نفسية عدمية وكئيبة، تصور قناعات وعقليات الشخصيات الأخرى (يُقصد بها التوسع في الحبكات الفرعية من الموسمين الأولين) واستكشاف موضوعات مثل الاعتداء الجنسي على الأطفال والاغتصاب والإجهاض والمثلية الجنسية الكامنة .
تم وصف المسلسل بأنه "يلتقي ديفي وجالوت مع ساوث بارك ".  ومع ذلك، ينفي ستاماتوبولوس المقارنة مع ديفي وجالوت ، قائلاً لصحيفة نيويورك تايمز أن moral orel نشأ من مفهوم إرسال مسلسل كوميدي من نوعية "اترك الأمر إلى بيفر" على طراز الخمسينيات من القرن الماضي والذي من شأنه أن يؤدي دور البطولة إيجي بوب .  تلقى المسلسل استحسان النقاد والجماهير على حدٍ سواء بسبب الأداء، والتوصيف، والوزن العاطفي، والتصوير الصريح لموضوعه، وقد طور عبادة تالية على مر السنين. 
في 2008 سان دييغو كوميك كون ، أعلن ستاماتوبولوس أن العرض لن يتم تجديده للموسم الرابع. تم بث الموسم الأخير تتخلله تكرارات من الموسمين الأولين، حيث جرت العديد من الحلقات بالتوافق التام مع أحداث الحلقات الماضية. الحدث الذي أطلق عليه اسم "Nights of Orel 44 "، اضافه ستاماتوبولوس وآخرون وبدأ في 6 أكتوبر 2008، ويستمر حتى 18 ديسمبر، عندما تم عرض الحلقة النهائية للمسلسل لأول مرة.  عرض مسبق بعنوان "Beforel Orel: Trust"، يُقصد به استكشاف أصل مسيحية Orel، وتم بثه لاحقًا في 19 نوفمبر 2012 